# Overgangsklimaat
Een overgangsklimaat is een klimaat waarvan de eigenschappen een overgang vertonen tussen een zee- en een landklimaat. Vergeleken met een zeeklimaat zijn in een overgangsklimaat de winters kouder en de zomers warmer. Het verschil tussen de gemiddelde temperatuur van de warmste en die van de koudste maand is 15 tot 20°C.
Grote delen van Oost-Europa kennen dit klimaat. De klimaatclassificatie van Köppen benoemt het overgangsklimaat niet specifiek. Sommige subgroepen van klimaatgroep D (landklimaat), zoals Dwb, Dwc, Dfb en Dfc zouden overgangsklimaat genoemd kunnen worden. Het algemene kenmerk van groep D is een gemiddelde van de warmste maand hoger dan 10°C en van de koudste maand lager dan -3°C; dus een verschil van ten minste 13°C